# 699 Hela
A 699 Hela (ideiglenes jelöléssel 1910 KD) egy marsközeli kisbolygó. Joseph Helffrich fedezte fel 1910. június 5-én.